# Будинок Міхляєва
Будинок Міхляєва — одна із найстаріших кам'яних будівель Казані. Примикає до Петропавлівського собору. Будинок названий за ім'ям власника купця Івана Опанасовича Міхляєва (Мікляєва). Адреса: вул. Муси Джаліля, буд. 19 (у дворі).

## Історія
В кінці XVII — середині XVIII століття палати купця Мікляєва (Міхляєва) були найбільш представницьким житловим будинком Казані. Згідно з міською легендою, в 1722 році саме в ньому зупинявся російський імператор Петро I, де відзначив свій 50-річний ювілей.
У 1728 році будівля перейшла І. А. Дряблову. З 1774 року перебувала у власності міста і була зайнята казенними закладами і орендарями, що розміщували в палатах виробництва. У 1895 році в палатах планувалося відкрити міський музей.
В даний час будівля знаходиться на балансі ДБУ «Центр культурної спадщини Татарстану». Сильно застаріла будівля реставрується. Вже завершені протиаварійні роботи, і об'єкт готовий до реставрації.

## Архітектура будівлі

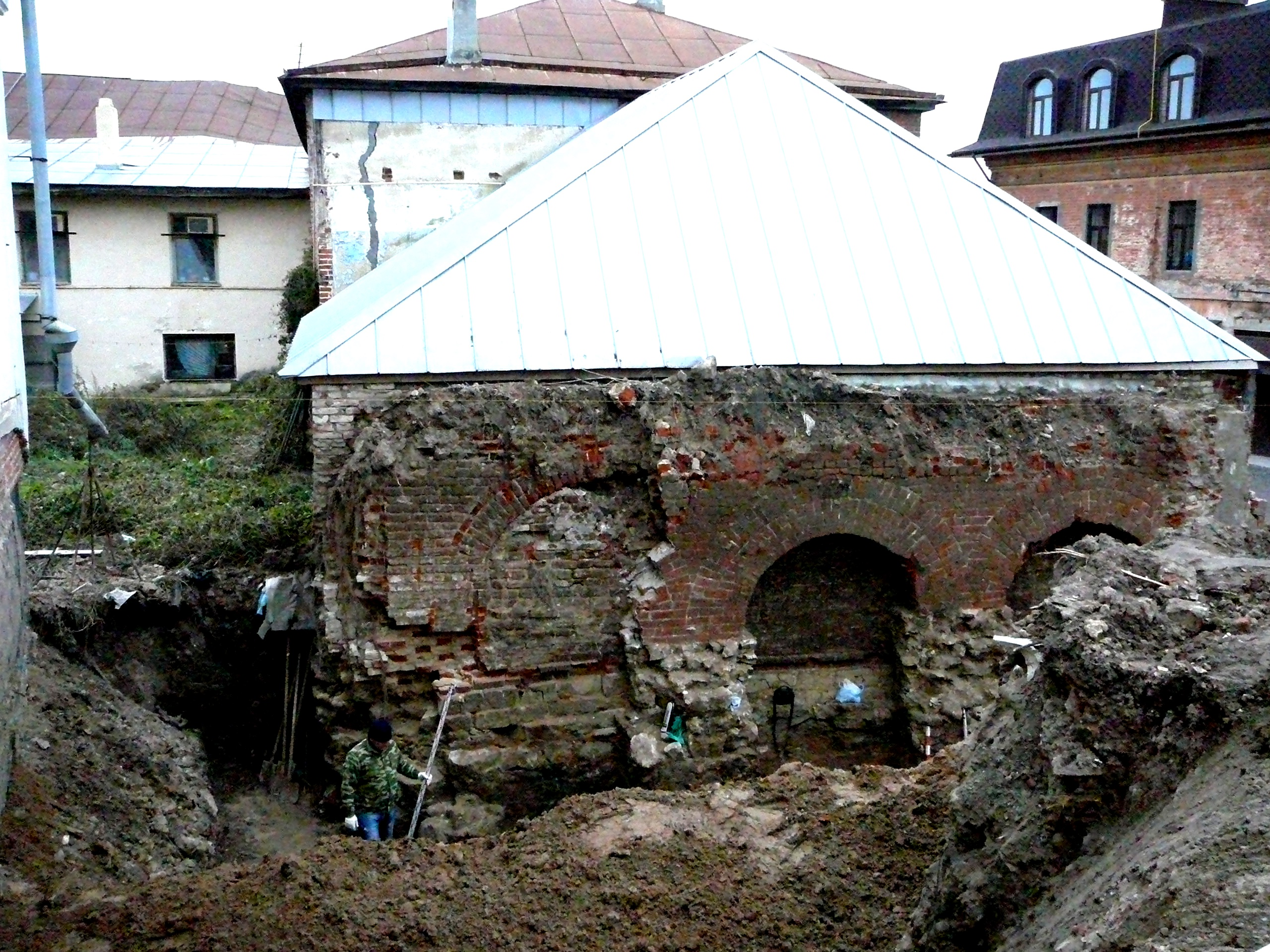
Колишня домова церква Косьми і Даміана (2013 рік)

Нижній кам'яний поверх палат з'явився, ймовірно, в кін. XVII — поч. XVIII ст. Цей поверх з масивними стінами і невеликими віконцями виконував господарські функції і був підклітом верхнього, житлового поверху, який, ймовірно, спочатку був дерев'яним. Другий поверх палат в своєму сучасному вигляді з'явився, ймовірно, вже після приїзду Петра I — карнизи і пишне оформлення лиштв вікон близькі оформленню сусіднього Петропавлівського собору, спорудження якого датується 1723-26 рр.
Спочатку в центрі головного (південно-західного) фасаду розташовувався парадний ганок-взхід на другий поверх, місце розташування якого відзначають три вікна, що мають оформлення в дусі бароко середини 2-ї половини XVIII ст. Розбирання ганку можна пов'язати з переходом будівлі у власність міста (1774 р).
За своїм оформленням будівля подібна до кола пам'яток московського бароко, будучи однією із кращих регіональних його зразків.
Разом з сусіднім Петропавлівським собором палати складають один з кращих в Росії міських ансамблів в цьому стилі.

## Галерея

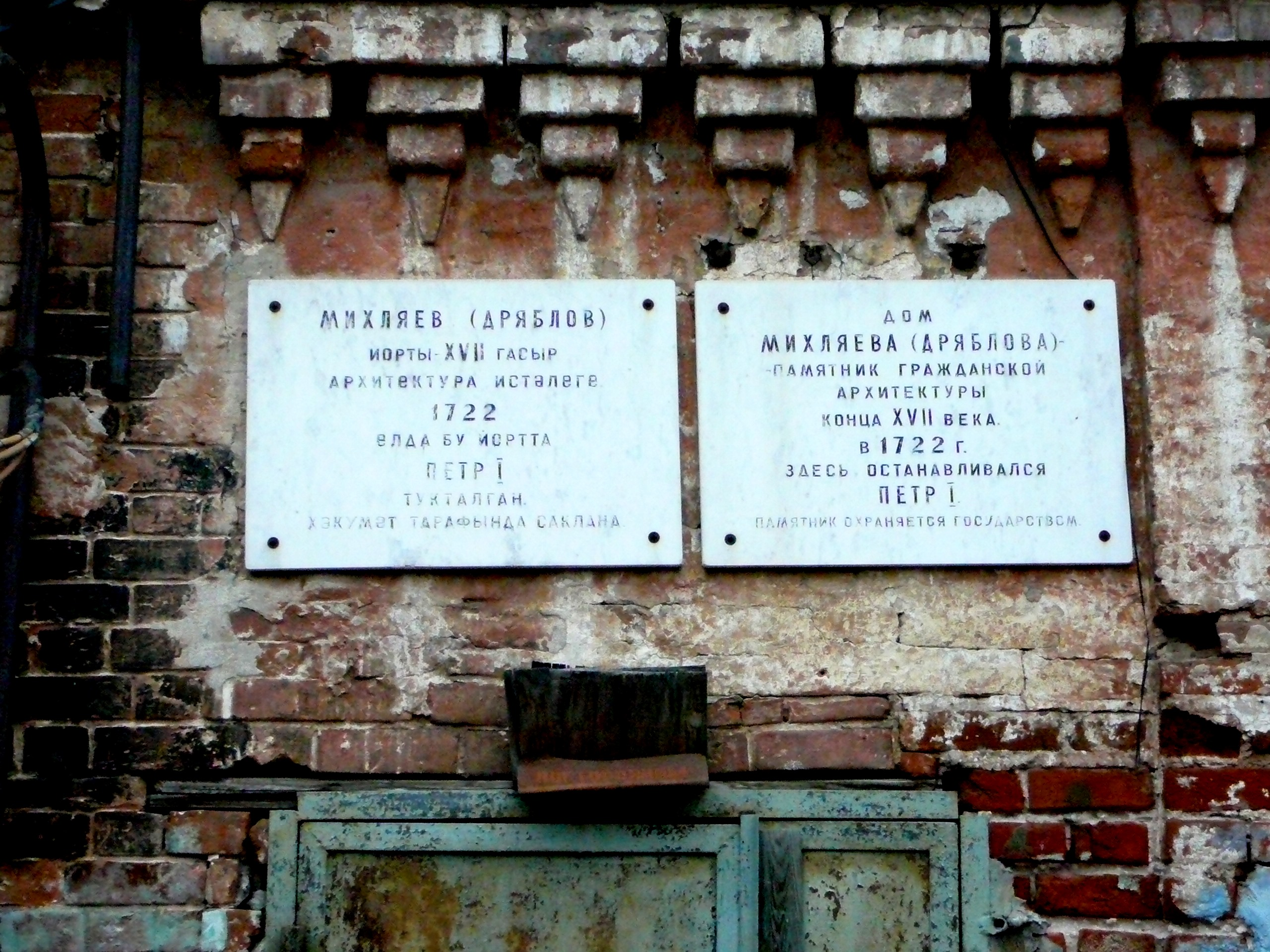
Пам'ятні дошки на Будинку Міхляєва (Дряблова)
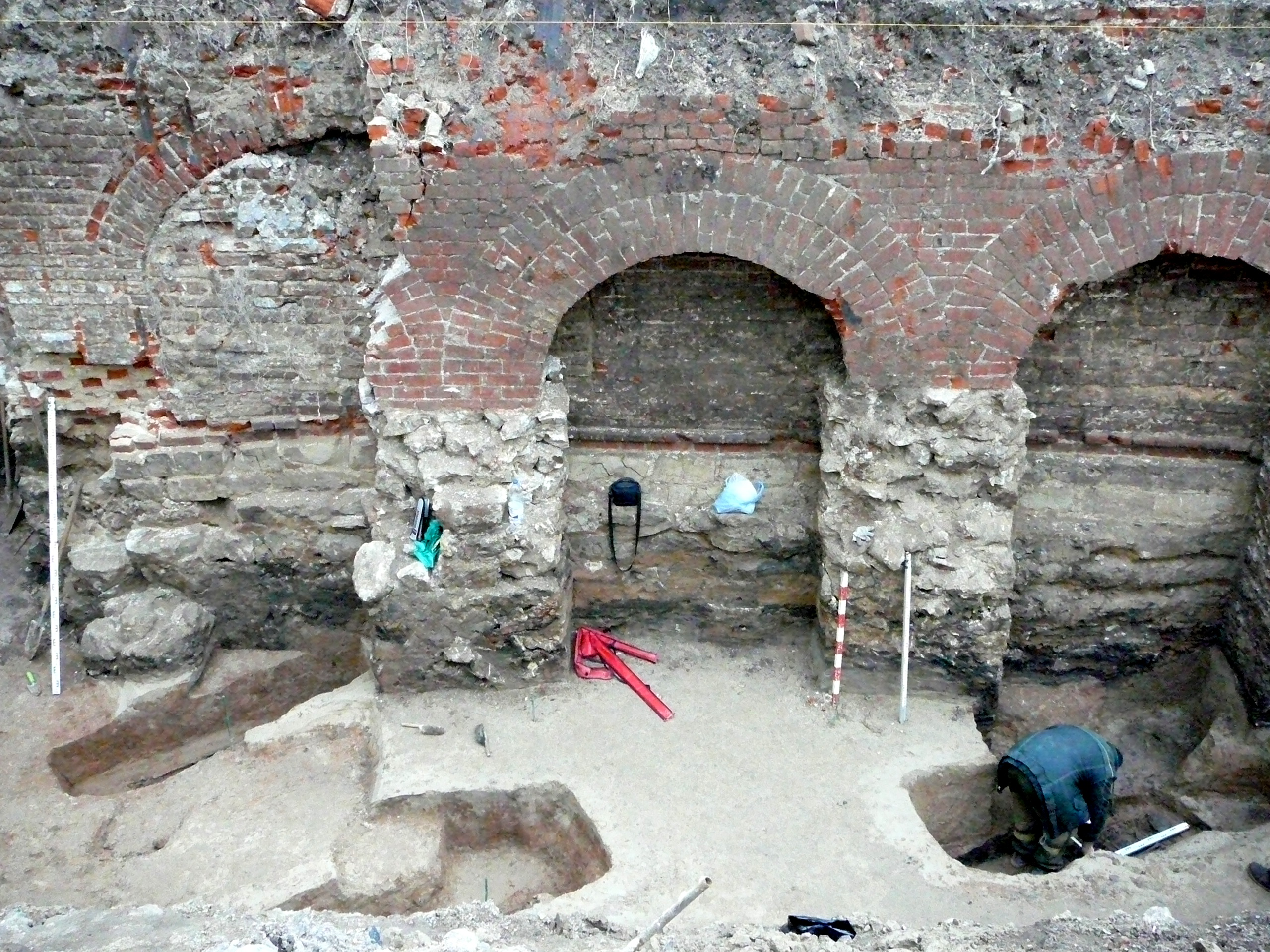
Залишки поховань біля домашньої церкви Косьми і Даміана
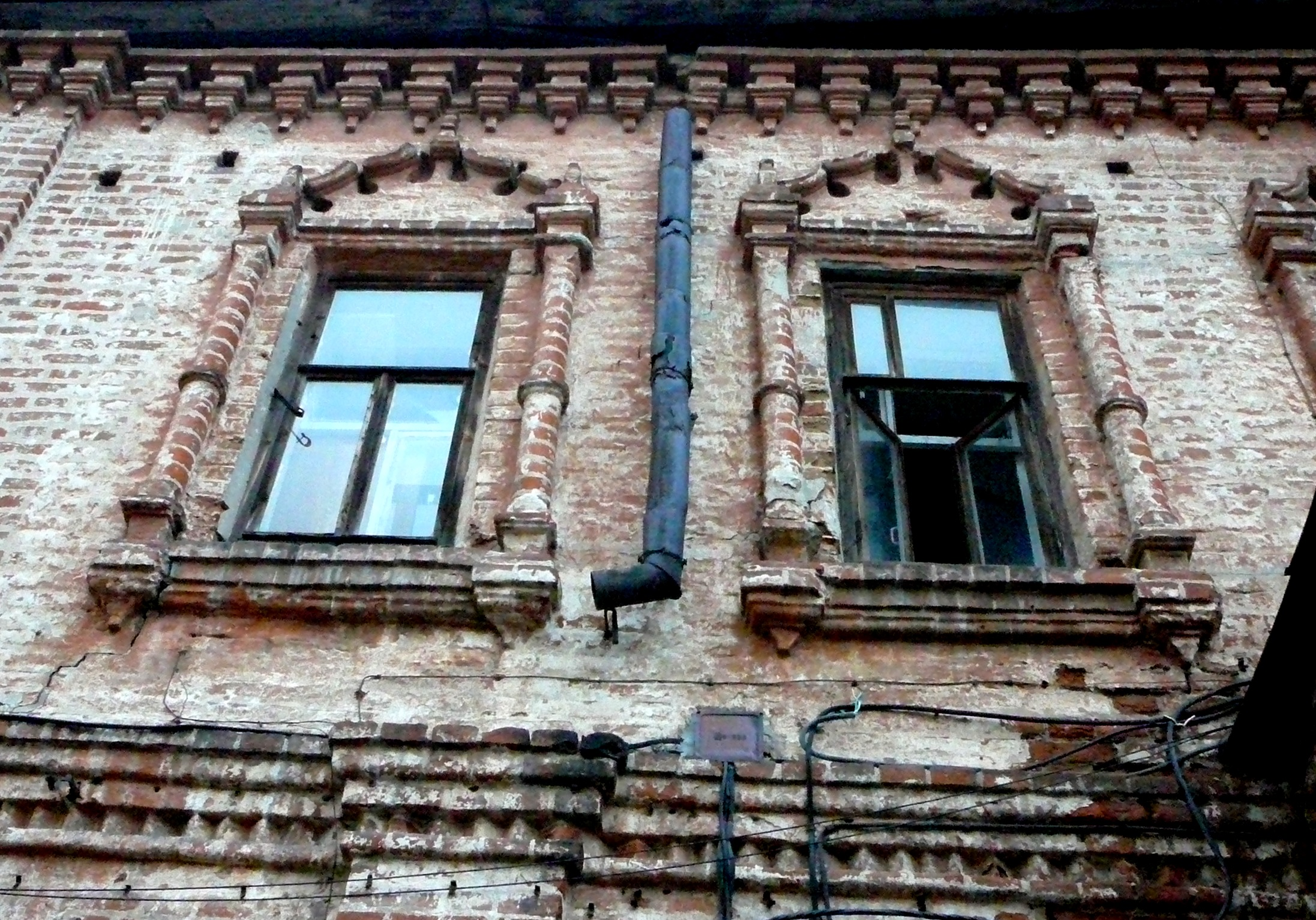
Вікна Будинку Міхляєва (Дряблова)